# RAS (empresa)

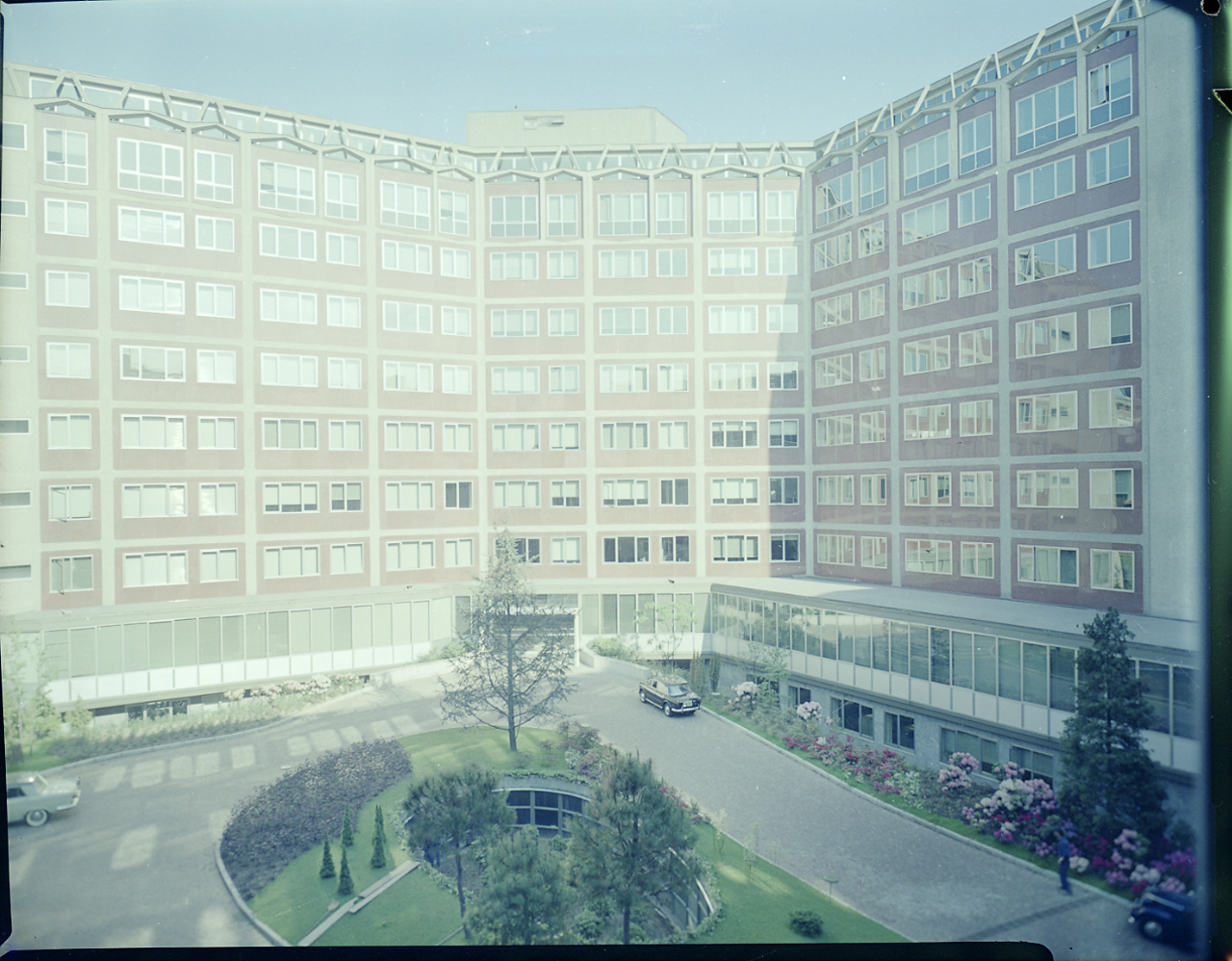
Construção da nova sede da RAS em Corso Italia 23. Foto de Paolo Monti, 1962.

A RAS Holding é uma das maiores empresas de seguros italianas, fazendo parte do principal índice bolsista de Itália, o MIB30.
É controlada pela empresa de seguros alemã Allianz. 